# 江尻勇
江尻 勇（えじり いさむ、1913年（大正2年）3月18日 - 1997年（平成9年）7月21日）は日本の政治家。新潟県西山町長（6期）。

## 経歴
二田尋常高等小学校（現:柏崎市立二田小学校）卒業後、上京して新聞配達や保険外交員として働く。
戦前は刈羽郡二田村役場で戦争事務を担当していたが戦後、それを理由に退職するしかなかった。1950年-1951年（昭和25-26年）頃まで日本社会党派だったが、離れて農業をしていたとき、田中土建社員の江尻の知り合いから田中角栄の秘書本間幸一を通じて、手が空いてるなら手伝って欲しいと言われた。だがその頃の江尻は三宅正一の応援を始めたばかりで社会党で特に小作人の代弁者だった三宅は農地改革の先頭にいた。それから日農組織の離合集散で三宅と同じ新潟3区の小林進方に付き、各地で応援した。農業委員会絡みの仕事を行い、寺や地主がいない土地の買収でとても恨まれた。
二田村及び合併で誕生した西山町助役を経て、1964年（昭和39年）9月、同町長となる。以後、2回目の当選以外は無投票当選だった。角栄とは同じ二田尋常高等小学校出身で、角栄の後援会越山会最高幹部として角栄をバックに町政のカリスマであり、越後線複線化に奔走、町の工場団地への企業誘致を行い、そのために町営住宅団地を周辺より安い坪5万円で売り出した。1988年（昭和63年）9月退任。1989年（平成元年）秋の叙勲で勲四等旭日小綬章受章。
1990年（平成2年）、町長時代の建設会社2社への巨額の公金流用が明るみになり、これは江尻の後任町長駒野忠夫が同町の品田建設社長から2000万円の新規融資を頼まれるがそれを受け入れず、同年7月10日に駒野が公金流用を告白して辞職願を出し、警察に出頭したことから発覚、同年9月4日に江尻、駒野、町の前収入役と元収入役、品田建設社長、佐藤組社長が背任容疑で新潟県警と柏崎署に逮捕された。1980年（昭和55年）頃から収入役と結託して約28億円の流用が行われ、町の一時借入金制度を悪用して3つの金融機関から秘密裏に融資を受けて帳簿は残さず、品田建設と佐藤組に不正融資、一般会計予算や税収用の口座預金も流用していた。江尻と佐藤組社長は遠縁であり、社長に泣きつかれて不正に手を染め、倒産させまいと融資が止むことはなかった。品田建設は不正融資のうち運転資金に回したのは約4億円で他は韓国のバカラカジノや競走馬の購入に使っていたとみられる。両社は事実上倒産、約15億円が未回収で品田建設が約11億円、佐藤組が約4億円だった。同月25日に江尻、元収入役、建設会社社長2人が背任で起訴され、駒野と前収入役は不起訴。1992年（平成4年）3月25日、江尻は懲役4年6月の実刑判決を受けた。これにより勲四等旭日小綬章を褫奪された。塩田潮はこの事件を「かつての田中王国の崩壊を全国の人々に印象づけた。角栄の政界引退によって、リーダーなき越山会はいずれ崩壊の道をたどるであろう、と誰もが薄々感じていた。それがこの事件ではっきりと形になって現われた」と評している。
1997年（平成9年）7月21日、肺癌のため新潟県柏崎市の病院で死去、84歳。